# 野芥出入口
野芥出入口（のけでいりぐち）は、福岡県福岡市早良区野芥にある福岡高速道路環状線の出入口である。

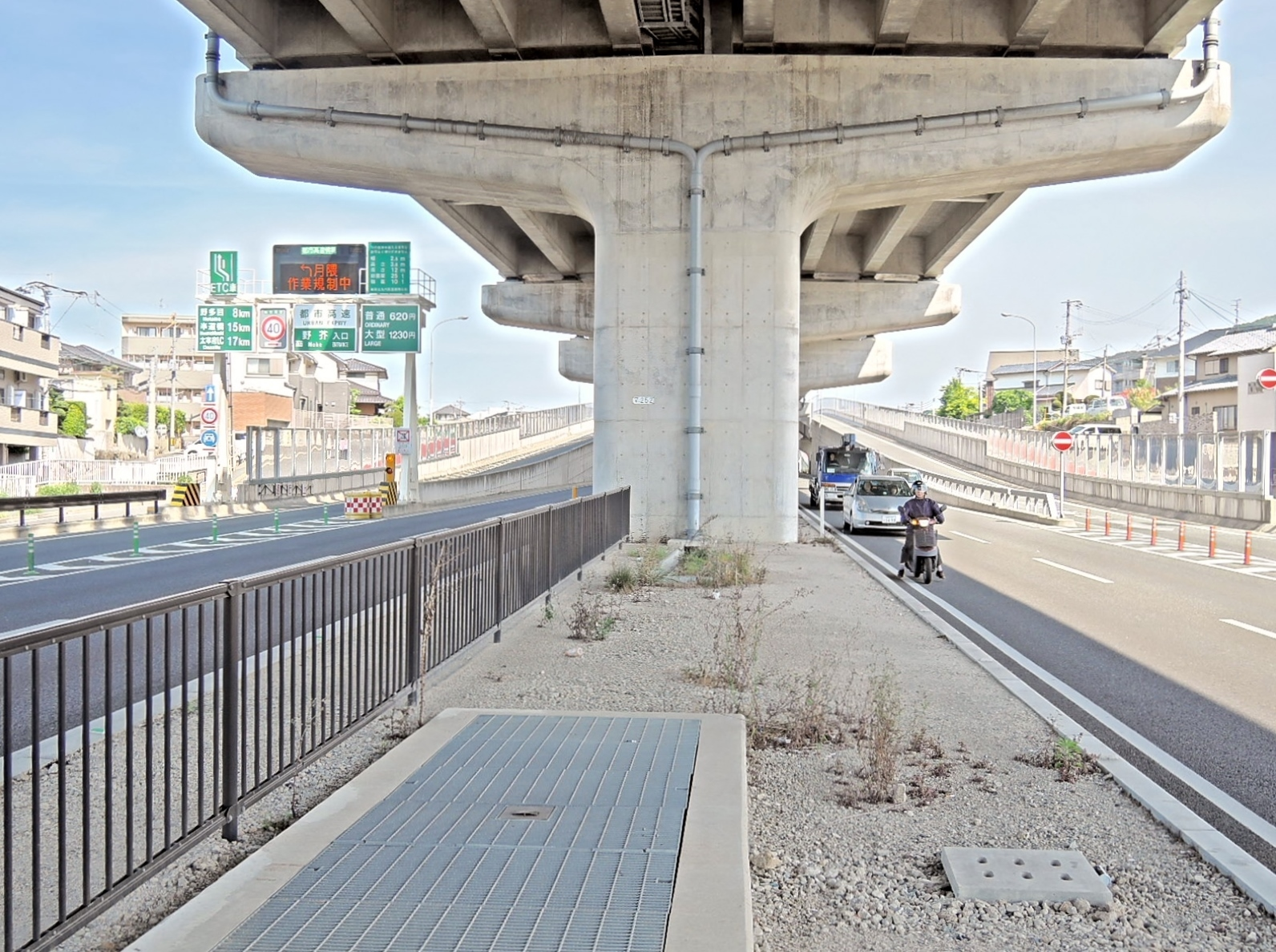
福岡高速道路環状線野芥出入口。左側、太宰府、板付方面への入口。右側、太宰府、板付方面からの出口。

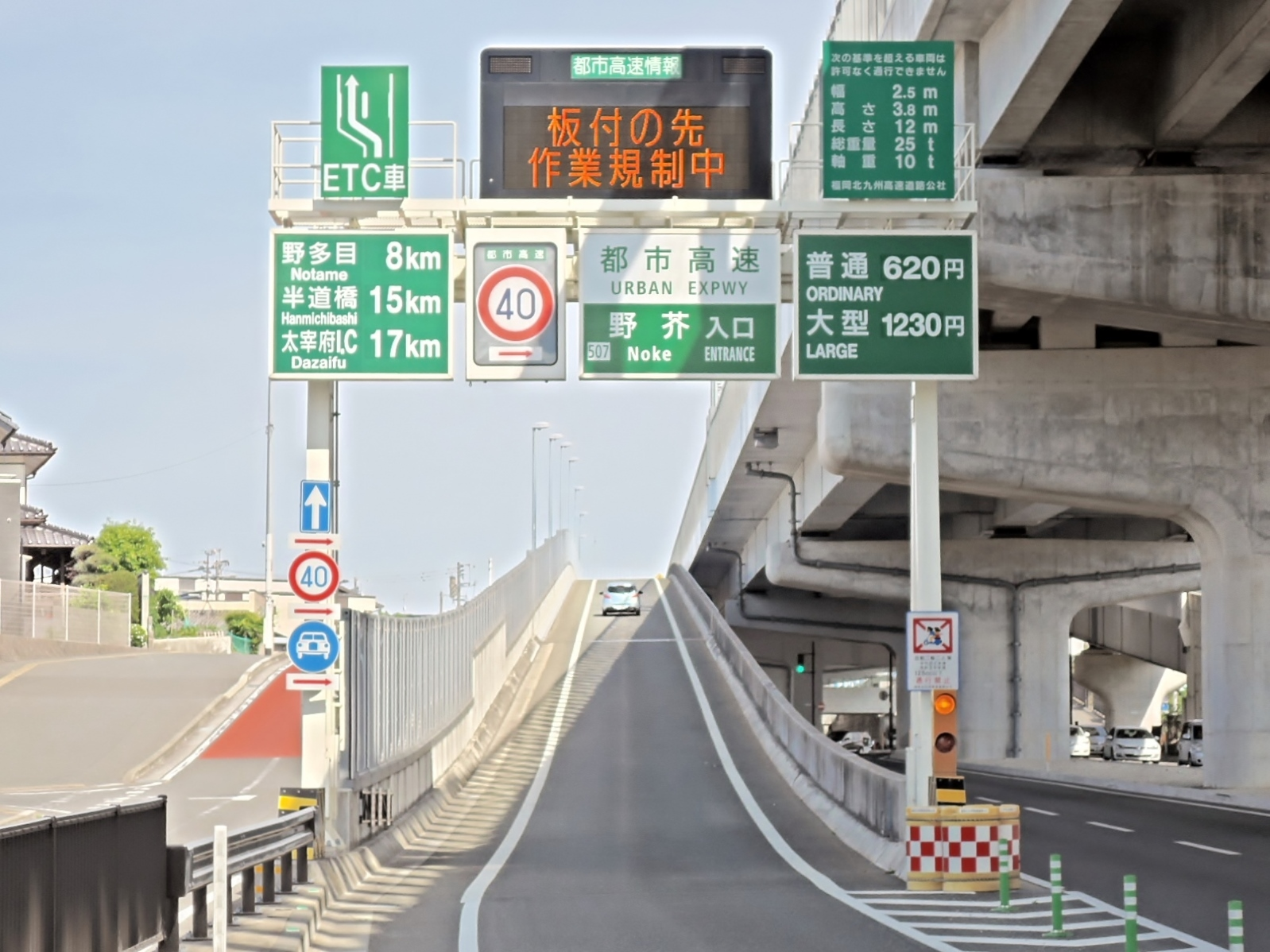
福岡高速道路環状線内回り野芥入口。太宰府、板付方面へ

## 歴史
- 2008年4月19日 - 堤出入口～野芥出入口の開通に伴い、月隈JCT方面出入口（野芥東料金所）供用開始。
- 2011年2月26日 - 野芥出入口-福重出入口間の開通に伴い、福重JCT方面出入口（野芥西料金所）も同時供用開始。

## 周辺
- 福岡大学、福岡大学病院（福岡外環状道路経由）
- 三瀬トンネル（国道263号佐賀方面）

## 料金所
ブース数：4

### 天神北・香椎・水城方面（野芥東料金所）
- ブース数：2
  - ETC専用：1
  - 一般：1

料金所番号は「97-186」である。

### 福重JCT方面（野芥西料金所）
- ブース数：2
  - ETC専用：1
  - 一般：1（2011年3月22日午後11時より2014年3月31日まで、普通車の現金払いのみに限り自動精算機（アマノ製）での対応となり、ETCカードや大型車・普通車の割引対象者は従来通り係員が対応していた。）

料金所番号は「97-188」である。

## 注意点
- 月隈JCT方面出入口（野芥東料金所）と福岡大学、福岡大学病院方面との間で利用する場合、野芥交差点でUターンする事となる。

## 隣
福岡高速環状線
(505,506)堤出入口 - (507,508)野芥出入口 - (509)福重出入口